# Tomislav Erceg
Tomislav Erceg, född 22 oktober 1971, är en kroatisk tidigare fotbollsspelare.
Tomislav Erceg spelade 4 landskamper för det kroatiska landslaget.